# Ганс-Гельмут фон Боддін
Ганс-Гельмут фон Боддін (нім. Hans-Helmut von Boddien; 26 жовтня 1890 — 29 листопада 1919) — німецький льотчик-ас, оберлейтенант Імперської армії.

## Біографія
Учасник Першої світової війни. 24 червня 1917 року був направлений в 11-ту винищувальну ескадрилью під командуванням барона Манфреда фон Ріхтгофена. Займався адміністративною роботою до 29 січня 1918 року, коли був призначений командиром 59-ї винищувальної ескадрильї, пізніше оснащеної винищувачами Fokker D.VII. У складі 59-ї винищувальної ескадрильї здобув п'ять перемог. 27 вересня 1918 року в бою з бомбардувальниками DH 9 отримав поранення в ногу, але зумів благополучно приземлитися.
Після війни продовжив службу в Литві у складі 424-го польового дивізіону. Зник безвісти під час виконання бойового завдання.